# Opéra allemand
L'opéra allemand est une des pratiques lyriques les plus importantes d'Europe, correspondant à la tradition de l'opéra en Allemagne, de ses ouvrages et des moyens mis à la disposition de sa mise en scène. L'expression recouvre aussi bien les opéras écrits par des compositeurs allemands, en langue allemande ou non, les moyens mis en œuvre pour faire vivre le genre dans le pays ainsi que sa diffusion et son influence à travers les autres pays. Plusieurs ouvrages allemand voient le jour durant le xviie siècle avec notamment Dafne, de Heinrich Schütz, la fin du xviiie siècle connaît le développement et domination de la forme du Singspiel, et l'opéra allemand se consolide en un genre défini au début du xixe siècle avec Carl Maria von Weber. Il traverse le romantisme et voit son apogée vers la fin de ce siècle avec notamment Richard Wagner. En déclin durant la première moitié du xxe siècle, l'opéra allemand s'adapte, en particulier au niveau de ses livrets, vers des formes plus modernes d'écriture.

## Historique

### XVIIesiècle

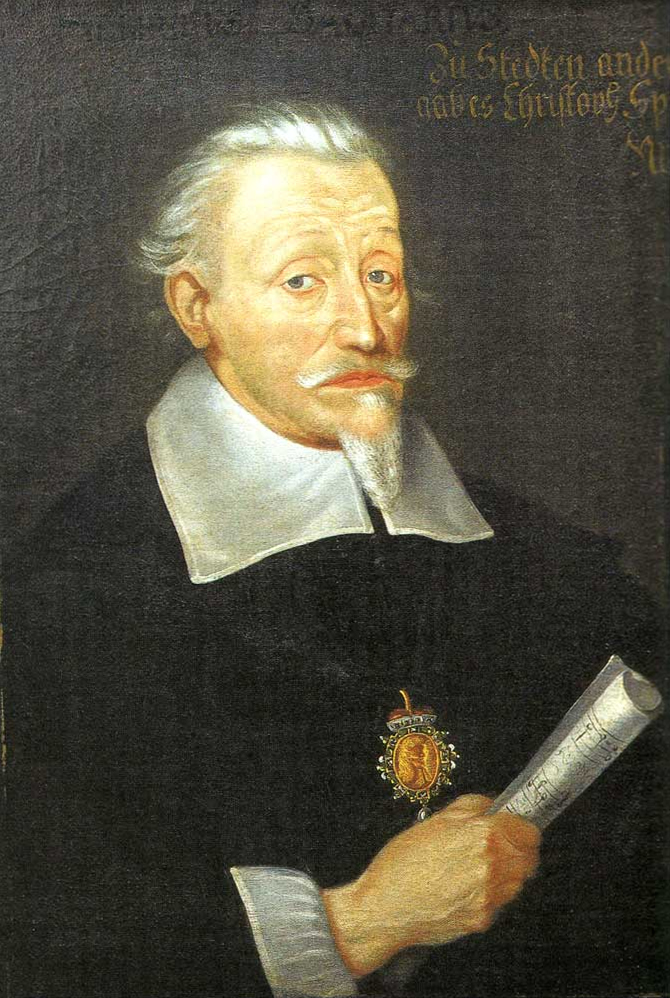
Heinrich Schütz, par Christoph Spätner vers 1660.

Dans le second quart du XVIIe siècle, c'est la ville de Dresde qui est le cœur de l'activité lyrique du monde germanique. De la naissance de l'opéra en Italie au tout début du siècle, Dafne, de Heinrich Schütz créé en 1627, passe pour le premier allemand de l'histoire, dont le manuscrit est aujourd'hui disparu. Le compositeur, organiste et maître de chapelle de Dresde, faisait partie de la concurrence musicale de la ville avec la cour de l'empereur à Vienne et celle  de l'Électeur de Bavière. La situation en Saxe, alors protestante et au cœur de la Guerre de Trente Ans, est peu propice au développement de la musique, et Jean-Georges II de Saxe n'autorise qu’occasionnellement des représentations d'opéras italiens à la cour. Avec ceux-ci et son voyage en Italie, Heinrich Schütz est certainement influencé par ce nouveau genre lyrique italien, il crée donc sa propre chapelle en 1637, et importe des musiciens italiens, notamment des castrats. Il nomme ainsi Giovanni Andrea Angelini Bontempi maître de chapelle, qui composera deux opéras, dont Il Paride, créé en 1662, certainement le premier opéra italien représenté à Dresde. Les premiers ouvrages sont créés dans la Residenz jusqu'à que soit ouvert le Komödienhaus de Dresde en 1667. Les guerres menées par Jean-Georges III de Saxe mettent à mal la pratique de l'opéra en raison de priorité financières qui provoque le renvoi de tous les chanteurs italiens et de plusieurs autres allemands. L'opéra allemand à Dresde est dans une phase de halte, puis reprennent les représentations d'opéra italiens. En 1685, l'Électeur nomme Carlo Pallavicino en tant que maître de chapelle et ordonne la représentation de Alarico, re de' Goti par Carlo Francesco Pollarolo l'année suivante à l'Opéra de Dresde, imposant ainsi l'opéra italien à la cour. Seelewig est un opéra de Sigmund Theophil Staden créé à Nuremberg en 1644, qui est le premier ouvrage allemand dont la musique a survécu. Proche de la forme du futur Singspiel, il a une influence sur l'opéra allemand et les ouvrages qui le suivent, en particulier ceux en langue allemande, en particulier autour des livrets du poète Sigmund von Birken dans la seconde moitié du siècle.

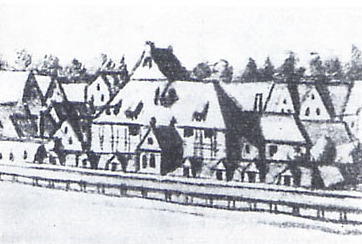
Détail d'une vue de la ville et de l'opéra de Hambourg dit « du marché aux oies », Paul Heineckens, 1726.

De la fin du xviie siècle au milieu du siècle suivant, un opéra à Hambourg, aujourd'hui l'Opéra d'État de Hambourg, surnommé alors Opéra du marché aux oies (Oper am Gänsemarkt), devient la scène lyrique la plus importante de monde germanique. Présentant essentiellement du théâtre lyrique, presque tous en allemand, les ouvrages qui y sont joués sont aussi bien à thème biblique qu'allégorique, se calquant parfois sur le modèle de l'opéra-comique italien. Les œuvres sont surtout données en plein air lors de fêtes royales sous la forme de grands spectacles. L'engouement est tel que toutes les classes de la société se rendent à ces représentations mais est surtout un lieu de rencontre entre les élites locales et européennes. En revanche, son évolution est contrariée par des conflits religieux et guerriers, alors qu'il est né au terme de changements politiques majeurs, comme la fin de Guerre de Trente Ans notamment. Quand des émeutes se déclarent dans la ville autour de conflits politiques et religieux, l'opéra devient le lieu d'expression des différentes parties. Sa création en 1678 intervient pendant la résolution de la crise politique et permet la création d'un style lyrique très influent, avec des ouvrages en langue locale. Celui-ci est inauguré en 1678 par Johann Theile avec Adam und Eva et Reinhard Keiser, qui compose durant sa vie plus de soixante opéras, en devient le maître de chapelle en 1697.

### xviiiesiècle

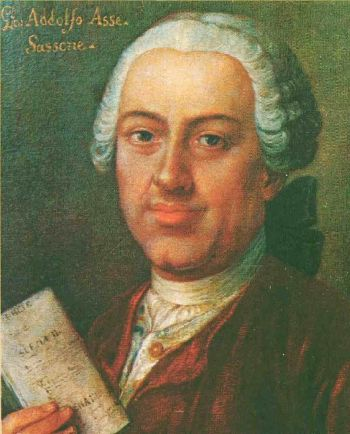
Johann Adolf Hasse

Au cours du xviiie siècle, l'opéra allemand est bien établi dans les cours royales, et des compositeurs allemands tels Johann Adolf Hasse participent à l'épanouissement du genre. Celui-ci écrit plus de quarante opéras pour la cour de Frédéric II et devient l'un des maîtres de l'opera seria. Par ailleurs, des compositeurs italiens s'installent dans les villes germaniques pour y faire connaître leurs œuvres, à l'instar de Agostino Steffani qui s'établit à Hanovre. En parallèle, l'allemand Georg Friedrich Haendel, après quelques essais sur les scènes de Hambourg et de Darmstadt, s'expatrie en Angleterre où il fait sa carrière. Hambourg reste une place forte de l'art lyrique dans l'espace germanique, avec des compositeurs comme Georg Philipp Telemann et son opéra-comique Orpheus en 1728 dont le livret mêle plusieurs langues, dont l'allemand. Carl Heinrich Graun est nomme maître de chapelle de Frédéric II dit le Grand, et compose Cesare e Cleopatra dont la création en 1742 inaugure le Hofoper, l'Opéra de cour.
Christoph Willibald Gluck tente de dépasser la forme de l'opera seria qu'il juge ridicule et engoncé dans ses conventions. Ses recherches porteront surtout leurs fruits en France, qui est encore méfiante envers l'opéra italien, et est friand de nouveauté et il fait sa carrière loin des scènes allemandes. Le compositeur va participer à la fin de l'opéra baroque et à l'émergence d'une nouvelle forme qui met davantage l'accent sur l'aspect dramatique de la musique et de l'histoire. Il aura plus tard une influence sur les compositeurs romantiques.
À partir du milieu du xviiie siècle, l'influence de l'opéra italien est tel que les scènes lyriques germaniques sont obligées d'abandonner les programmations exclusivement en langue allemande pour se concentrer sur les œuvres transalpines, et ce afin de satisfaire les attentes du public. Dans le dernier quart du siècle, l'opéra allemand est principalement représenté par la forme intermédiaire du Singspiel, qui se rapproche de l'opéra-comique à la française et du ballad opera anglais. Celui-ci représente principalement la forme de l'opéra allemand jusqu'au début du xixe siècle. Joseph Haydn écrit plusieurs ouvrages s'en rapprochant, tels Der Krumme Teufel, aujourd'hui perdu, créé en 1753.
C'est pendant une période de bouleversement, en partie opérée par les apports stylistiques des ouvrages de Wolfgang Amadeus Mozart, alors à Vienne en Autriche au service de l'empereur Joseph II, et parce que de grands bouleversements sociaux apparaissent vers la fin du xviiie siècle, que le siècle verra s'internationaliser l'opéra et enfin naître les premiers opéras allemands relevant d'un genre uni et nouveau. Par ailleurs, le compositeur regrette l'absence en langue allemande, dans une myriade de micros États entraînant un manque d'unité culturelle, et surtout l'omniprésence des opéras français et italiens, que les princes et rois imposent. La Flûte enchantée de Mozart, opéra symboliste entièrement en allemand et créé en 1791, porte encore les caractéristiques du Singspiel. C'est par ailleurs lui, son tout dernier, que retiendra l'Histoire, au détriment de La clemenza di Tito, opera seria. De manière générale, le compositeur participe à un renouvellement du genre de l'opéra, plaçant la musique au même niveau voire au-dessus du texte. L'emploi qu'il fait du récitatif et de l'aria, tous deux strictement séparés, contribue à propulser le chanteur sur le devant de la scène en faisant la part belle aux virtuoses, révolutionnant ainsi avec les structures traditionnelles de l'opera buffa. La Flûte enchantée participera à faire éclore un style lyrique national, en particulier par l'influence qu'il a sur les compositeurs suivants.

### xixesiècle
Dans une période troublée par la Révolution notamment, et méfiants envers le genre lyrique, les compositeurs allemands se concentrent sur les formes instrumentales de la musique ainsi que sur les lied. L'unique opéra de Ludwig van Beethoven, Fidelio, créé en 1805 et en allemand, s'en inspire, et joue le rôle de clé de voûte entre les deux siècles et annonce l'apparition d'un genre d'opéra allemand romantique, bien que le compositeur ne puisse être considéré comme une figure majeure de l'art lyrique scénique de cette période. Sa contribution permet toutefois à un opéra allemand distinct de l'opéra italien d'émerger et de prendre racine, avec l'aide de Joseph II à Vienne et Frédéric-Guillaume IV à Potsdam. Quelques ouvrages de cette période sont représentés avec un certain succès, tels que Ondine (en) d'Ernst Theodor Amadeus Hoffmann créé en 1816 sur un livret de Friedrich de La Motte-Fouqué et Faust de Louis Spohr la même année, mais malgré leur apport à l'éclosion d'un genre national prochain, ils ne s'inscrivent pas durablement dans le répertoire. Nonobstant, l'influence de l'opéra italien avec à sa tête Gioachino Rossini, reprend rapidement le devant de la scène.

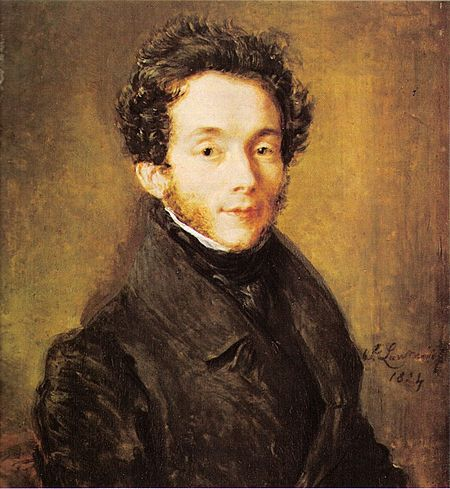
Carl Maria von Weber, Thomas Lawrence, 1814.

L'apparition définitive d'un genre d'opéra allemand de style est à porter au crédit de Carl Maria von Weber, à qui est depuis associé sa paternité légitime. Son premier grand ouvrage, qui fera office de pierre angulaire, Der Freischütz, créé triomphalement en 1821, opère définitivement la scission avec l'opéra italien, suivi de près par deux autres, Euryanthe de 1823 et Obéron, en 1826, à grand renfort d'une nouvelle technique de composition de manière continue, le Durchkomponiert. La particularité de ces ouvrages proviennent de leur livret, inspirés par le fantastique, à rebours des thèmes héroïques des mythologies ou de l'approche populaire des opéras des autres nations à la même période. Cette scission entre les opéras allemands et italiens est marquée par l'émergence d'un courant d'un théâtre lyrique national qui aboutit à la nomination de Carl Maria von Weber à la tête de la programmation l'opéra allemand de Dresde, en contrepied de celle des opéras italiens joués dans la ville. Par la suite, c'est Heinrich Marschner qui est sur le devant de la scène, avec des opéras richement fantastiques, tels que Der Vampyr en 1828 et Hans Heiling en 1833.
Les compositeurs vont progressivement apprivoiser l'intervalle qui se crée entre un art de cour sur le déclin et ces recherches nouvelles. Friedrich von Flotow, avec Alessandro Stradella de 1844 et surtout Martha de 1847, met un pied dans l'opéra romantique. Richard Wagner débute son activité lyrique en plein cœur du xixe siècle pendant que l'opéra romantique en Italie bat son plein. Écrivant lui-même ses livrets, le compositeur s'évertue à dépoussiérer l'opéra, en particulier dans sa forme et ses structures qu'il juge surannées. Son style de composition qui exploite l'orchestre au service du langage scénique, déployant des leitmotiv spécifiques aux personnages, apporte une vision globale de l'ouvrage lyrique : l'œuvre d'art totale. Lui aussi exploite des thématiques fantastiques pour ses premiers opéras, qui portent tous le sous-titre d'« opéra romantique » : Die Feen en 1833, Der fliegende Holländer en 1843, Tannhäuser en 1845 et Lohengrin de 1850. C'est par le choix des thèmes et de l'approche ontologique de l'ouvrage que l'œuvre de Richard Wagner apporte le plus à l'opéra, et son héritage restera prégnant, dans son acceptation ou son rejet par les musiciens, pendant les décennies qui suivent, de nouveau dominées par les compositeurs italiens. Un retour au Singspiel est observé à la fin du siècle avec Johann Strauss et Franz von Suppé, inventeurs de la grande opérette, ainsi que chez Engelbert Humperdinck, avec notamment Hänsel und Gretel de 1893, qui en reprend les éléments pour en tirer une forme spectaculaire.

### xxesiècle
Le Semperoper de Dresde, construit dans les années 1840, joue depuis un rôle important dans la tradition lyrique allemande. La bonne intelligence qu'entretient Richard Strauss avec Ernst von Schuch, directeur du Semperoper rouvert en 1895 et qui devient la principale scène lyrique germanique, lui permet de créer plusieurs opéras au début du siècle, tels Feuersnot en 1901, Salome en 1905, Elektra en 1909 et Der Rosenkavalier en 1911, et lui octroie une renommée internationale. Une forme de néo-classicisme voire de néo-baroque s'installe alors sur les scènes lyriques, que l'on retrouve également en France avec des compositeurs tels que Gabriel Fauré et Maurice Ravel. Richard Strauss applique à sa manière les recherches de Richard Wagner, au travers d'actions intenses et denses, propices à un romantisme poussé, employant des moyens vocaux et orchestraux démesurés.

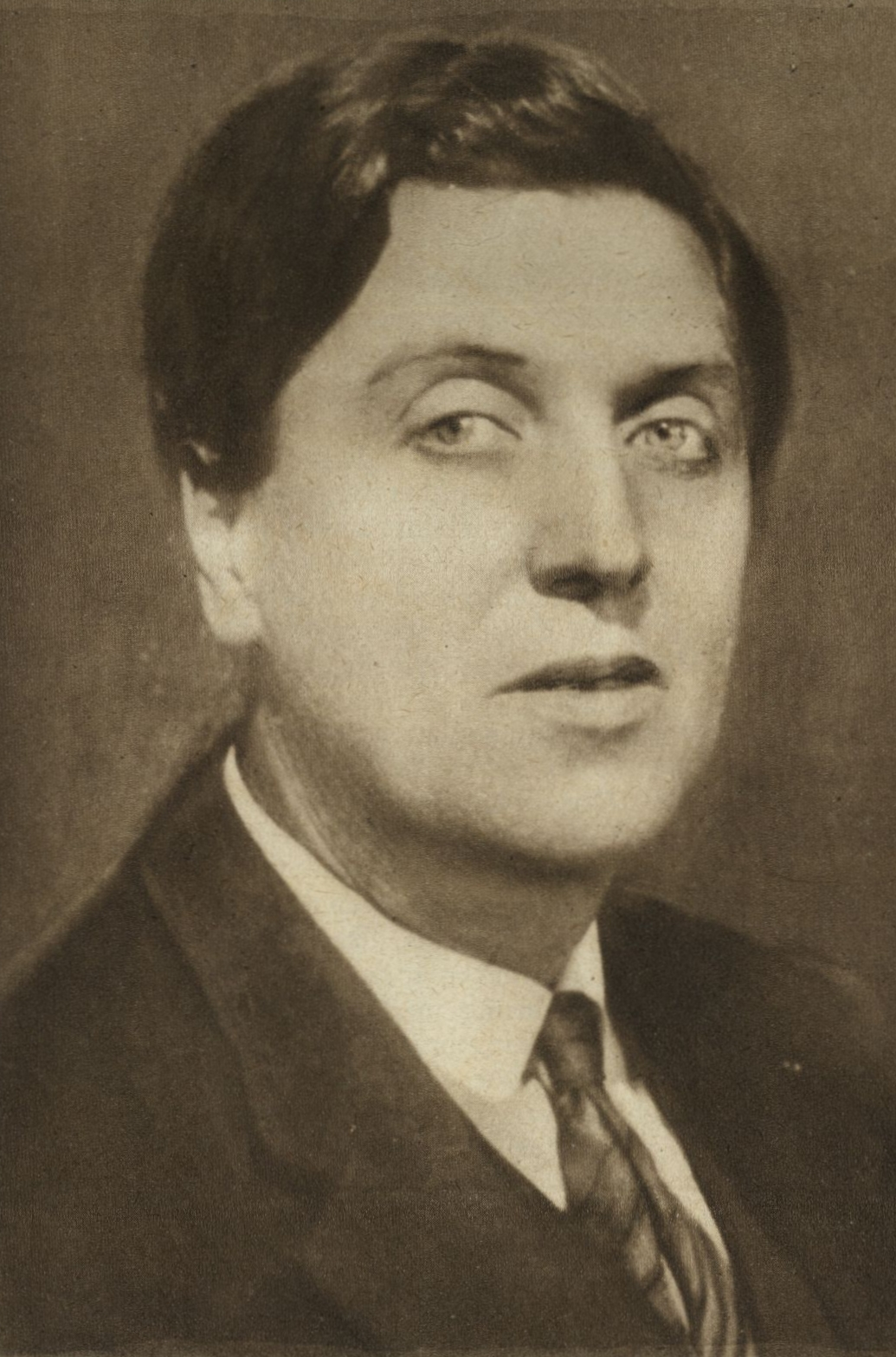
Alban Berg vers 1930 par Max Fenichel.

De la même manière que l'opéra des autres nations de son époque, l'opéra allemand souffre lors de ce siècle de la concurrence du divertissement qu'offre le cinéma notamment. Arnold Schönberg alerte sur la crise puis la disparition de l'opéra face aux films. Certains ouvrages tels Der Evangelimann de Wilhelm Kienzl créé en 1895 parvienne à séduire le public et resté sur les scènes pendant quelque temps et même à l'étranger. En réaction, des opéras davantage intellectuels et introspectifs, les Künstleroper (opéra d'artiste, en français) apparaissent et s'approprient un nouveau pan de la scène lyrique,. Les ouvrages de Paul Hindemith, Cardillac de 1926 et Mathis le peintre de 1938 relèvent de cette catégorie, autour de la figure de l'artiste-créateur et de sa capacité à créer, dans une recherche auto-référentielle sur la création. Cette même approche se retrouve dans les opéras de Franz Schreker, qui se concentrent sur la personnalité de plusieurs créateurs. Le romantisme excessif de son Der ferne Klang de 1912 préfigure l'expressionnisme et la musique atonale de Arnold Schönberg. Berlin devient le lieu de l'expérience musicale à l'opéra, où plusieurs des ouvrages de ces compositeurs sont créés, générant parfois de grands scandales, comme Paul Hindemith avec Das Nusch-Nuschi de 1921.
Les années 1920 voit l'émergence d'une nouvelle génération de compositeurs soucieux d'un renouvellement de l'opéra et entreprennent de rejeter sa tradition au profit de nouvelles formes, et surtout abordent des thématiques qui leur sont contemporaines. Alban Berg parvient à faire entrer l'invention musicale de son maître Arnold Schönberg, le dodécaphonisme, à l'opéra : son ouvrage de 1925, Wozzeck et Lulu de 1937 en sont tous deux des exemples. Les voix font également partie du champ de recherche de ces compositeurs, que l'on retrouve chez le maître dans Moses und Aron, composé en 1931. Kurt Weill, avec le librettiste Bertolt Brecht, se démarque avec ses ouvrages au récit débridé et à la composition, non pas sérielle comme chez ses confrères, mais faisant intervenir des chansons à la tournure populaire, au sein de grandes partitions, comme en 1928 avec L'Opéra de quat'sous.